# Johann Christian Reinhard Luja

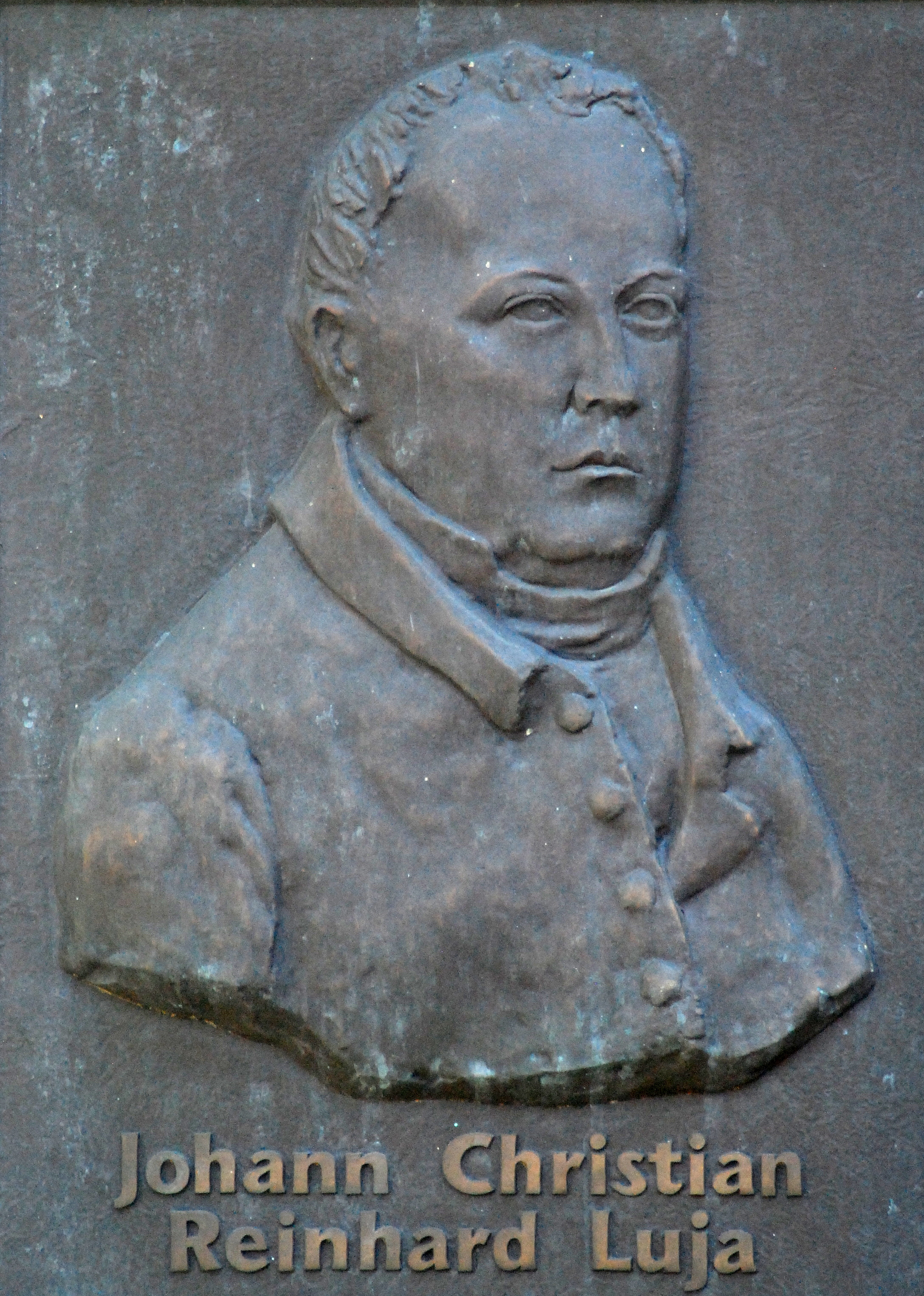
Bildnis Lujas an der Dotzheimer Kirche

Johann Christian Reinhard Luja (* 16. April 1767 in Wiesbaden; † 10. Dezember 1847 ebenda) war ein deutscher evangelischer Pfarrer und Heimatforscher.
Luja wurde als Sohn eines Kantors geboren. Seine Ausbildung erhielt er zwischen 1776 und 1786 am Gymnasium Philippinum in Weilburg. Im Anschluss studierte er in Gießen Evangelische Theologie. Von 1818 bis 1836 war er als Pfarrer in Dotzheim tätig.
Abseits seines seelsorgerischen Wirkens widmete Luja sich der Erforschung der nassauischen Frühgeschichte. 1811 und 1821 rief er zur Erforschung des Obergermanisch-Raetischen Limes auf. Gemeinsam mit dem aus Wiesbaden stammenden Hofkammerrat Christian Friedrich Habel und dem Frankfurter Gelehrten und Kunstsammler Johann Isaak von Gerning gründete er 1821 den Verein für Nassauische Altertumskunde und Geschichtsforschung und übernahm darin das Amt des Schriftführers. 

## Ehrungen
Im Ortskern von Dotzheim zwischen Römergasse und Dörrgasse wurde der Pfarrer-Luja-Platz nach ihm benannt.